# ورا بلاگویویچ
ورا بلاگویویچ (صربی: Вера Благојевић، ۱۶ مه ۱۹۲۰–۱۸ مارس ۱۹۴۲) دانشجوی پزشکی یوگسلاوی و فعال سیاسی کمونیست بود. در طول جنگ جهانی دوم، او در سال ۱۹۴۲ توسط گشتاپو دستگیر و بعد تیرباران شد. او پس از مرگ در سال ۱۹۵۳ نشان قهرمان ملی (یوگسلاوی) را دریافت کرد.

## اوایل زندگی
ورا بلاگویویچ در ۱۶ مه ۱۹۲۰ در بلگراد در پادشاهی یوگسلاوی به دنیا آمد. او دختر وکیل یوان بلاگویویچ بود که در طول جنگ جهانی اول در ارتش خدمت کرد. و مادر وی آنا بلاگویویچ خانه‌دار بود. پدرش از حامیان کمونیست‌ها بود. ورا در شاباتس بزرگ شد. در سال ۱۹۳۷، بلاگویویچ به سازماندهی یک اعتصاب دانش آموزی در اعتراض به نگرش برخی از معلمان مدرسه کمک کرد.

## فعالیت
در سال ۱۹۳۸، او تحصیل در رشته پزشکی را در دانشگاه بلگراد آغاز کرد و در این مدت به یک سازمان مارکسیستی انقلابی در دانشگاه پیوست. در همان سال به اتحادیه جوانان کمونیست یوگسلاوی پیوست. او برای اتحادیه کمونیست‌های یوگسلاوی در شاباتس کار کرد و در سال ۱۹۴۰ به عضویت کمیته ناحیه پودرینیه درآمد. پس از رویداد جنگ جهانی دوم در یوگسلاوی و اشغال یوگسلاوی در سال ۱۹۴۱، بلاگویویچ در تظاهرات ضد فاشیستی در بلگراد شرکت کرد و پس از بسته شدن دانشگاه بلگراد توسط نازی‌ها، او به آموزش پزشکی به دانشجویان عضو اتحادیه کمونیست‌های یوگسلاوی پرداخت. و عمدتاً با کمونیست‌های زن کار می‌کرد و زنان را به پیوستن به نیروی کار تشویق می‌کرد. در ژوئن ۱۹۴۱، بلاگویویچ در فهرست ۳۰ کمونیست فعال شهرشاباتس قرار گرفت. بلاگویویچ از ترس امنیت خود از شاباتس فرار کرد و به شهرستان ولوره رفت. در نوامبر ۱۹۴۱، اتحادیه کمونیست‌های یوگسلاوی او را به منطقه اوسچینا در صربستان فرستاد.

## دستگیری و مرگ

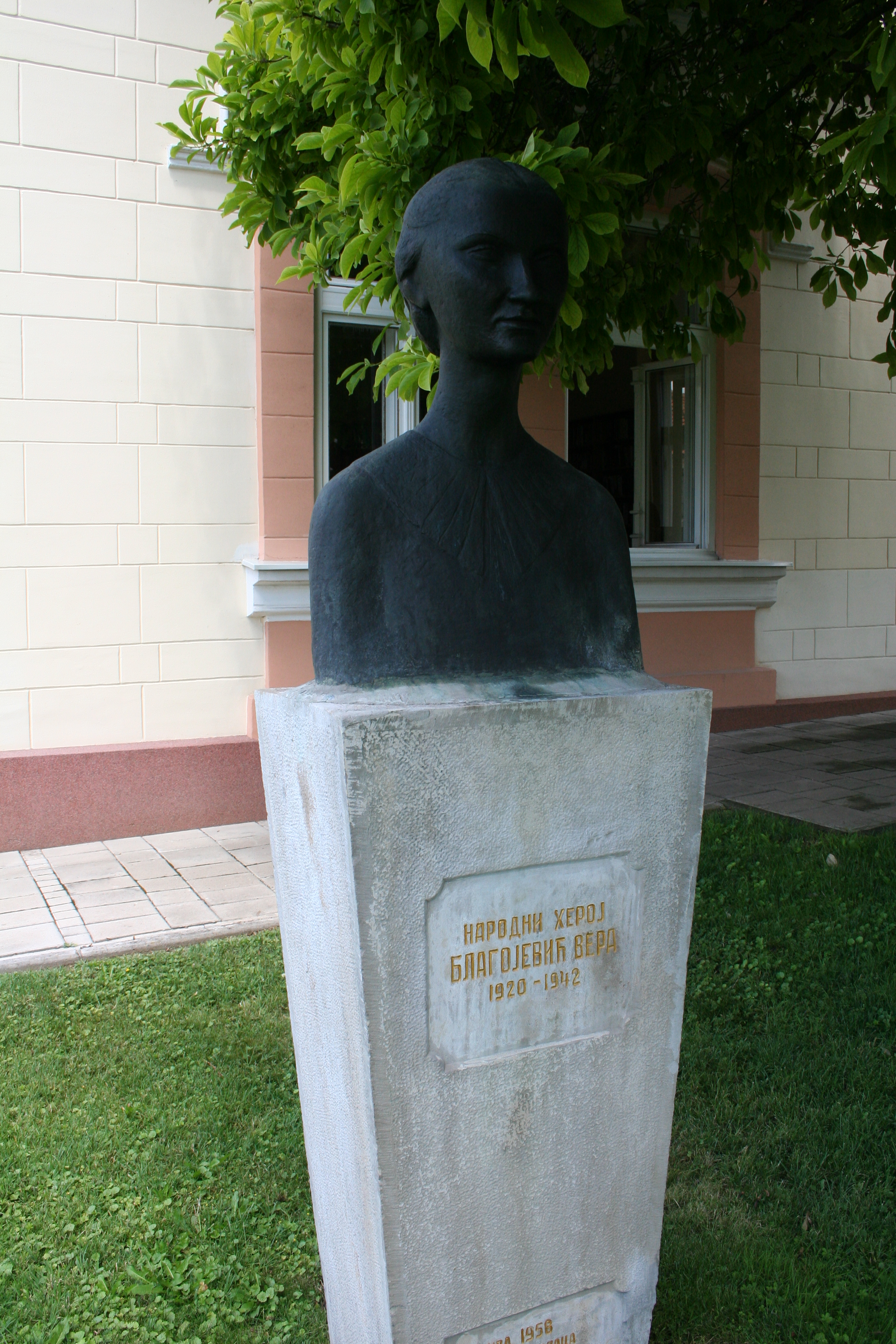
یادبود ورا بلاگویویچ در شاباتس.

در نوامبر ۱۹۴۱، پارتیزان‌های یوگسلاوی، که شامل اعضای اتحادیه کمونیست‌های یوگسلاوی نیز می‌شد، مورد حمله چتنیک‌ها قرار گرفتند که به دولت در تبعید یوگسلاوی وفادار بودند. ۱۸ پارتیزان از جمله بلاگویویچ دستگیر شدند. آنها بعداً آزاد شدند و بلاگویویچ به برشتیتسا رفت.
بلاگویویچ دوباره توسط چتنیک‌ها در مارس ۱۹۴۲ در تکریش دستگیر شد.

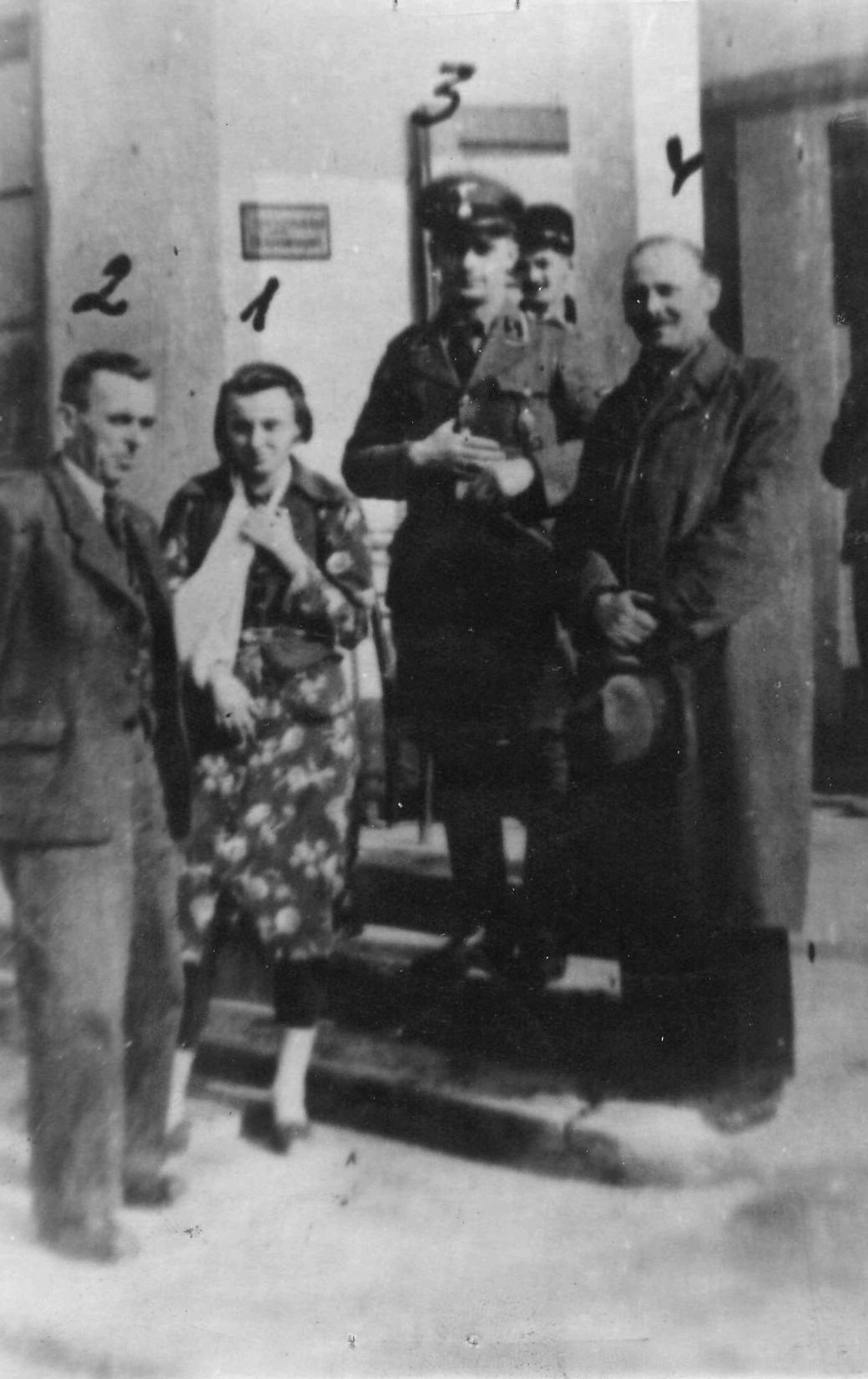
ورا بلاگویویچ در اردوگاه سنیاک در مارس ۱۹۴۲. در تصویر: ورا بلاگویویچ (۱)، افسر گشتاپو دراگوتین دولچک (۲)، فرمانده اردوگاه ویلی پل (۳) و افسر آلمان نازی بیرکلر (۴).

جست‌وجوی چتنیک‌ها و همکارانشان در آغاز سال ۱۹۴۲ ادامه یافت و در حدود ۱ مارس، گروهی از چتنیک‌ها به رهبری لوژنیکا، یووان سیچ، پس از جستجوی طولانی، مکانی را که ورا بلاگویویچ در آن پنهان شده بود، کشف کردند. هنگامی که چتنیک‌ها خانه پسر عمویش در تکرش را در ۴ مارس ۱۹۴۲ محاصره کردند، او سعی کرد فرار کند و حتی موفق به فرار شد، اما چتنیک‌ها او را گرفتنه و اسیر کردند. پس از دستگیری، او را دستبند زده و به زاولکا بردند. در اینجا او را در میخانه دوشان یاگیچ شکنجه کردند و روز بعد با صورتی خونین و بدنی کبود، او را به لوزنیکا، به مقر دوک داکا بردند، که تصمیم گرفت شخصاً از او بازجویی کند. از آنجایی که حتی با ضرب و شتم هم نتوانستند او را وادار به اعتراف کند، روز بعد او را به همراه ساوا بوژوویچ به شاباتس بردند و به گشتاپو تحویل دادند. پس از دستگیری ورا، مطبوعات کویسلا، به ویژه روزنامه‌های نوو ورم و ناشا بوربا اخباری مبنی بر دستگیری «کمونیست خطرناک» و آنچه «زنان هیولا» نامیدند منتشر کردند. وویسلاو گلیگوریچ، خبرنگار نوو ورم از لوزنیکا، خبر زیر را در مورد دستگیری ورا بلاگویویچ منتشر کرد: لوزنیکا موفق شد گروهی از کمونیست‌ها را محاصره کند و همه آنها را زنده بگیرد. یکی از دستگیرشدگان، ورا بلاگویویچ، دانشجوی پزشکی، دختر یوان بلاگویویچ، وکیل اهل شاباتش است. ورا بلاگویویچ در جریان حملات کمونیست‌ها به ماکو به جنایات مختلف به ویژه تیراندازی در بوگاتیچ و پتکوویچا متهم شد. ورا بلاگویویچ اکنون بسیار بدبخت به نظر می‌رسد. رنگ پریده و نزار، با دایره‌های کبود زیر چشم، با لباس‌های کهنه دهقانی، سعی می‌کند مقامات را متقاعد کند که با توجه به وضعیت جسمانی‌اش، توانایی جنایت را ندارد.
او به اردوگاهی در سنیاک در حومه بلگراد منتقل شد و پس از امتناع از دادن اطلاعات، او و ۶۲ نفر دیگر در ۱۸ مارس ۱۹۴۲ به ضرب گلوله کشته شدند.

## میراث
در ژوئیه ۱۹۵۳، بلاگویویچ پس از مرگ، نشان قهرمان ملی (یوگسلاوی) توسط رئیس‌جمهور وقت یوگسلاوی، یوسیپ بروز تیتو، به وی تقویم شد.